# Опава
Опава (чеш. Opava) град је у Чешкој Републици и велики град чешког дела историјске покрајине Шлеске. Опава је пети по величини град управне јединице Моравско-Шлески крај, као и седиште засебног округа Опава у овом крају.

## Географија
Опава се налази у североисточном делу Чешке Републике, на самој граници са Пољском (свега 5 km). Град је удаљен од главног града Прага 340 km источно. Од Остраве, првог већег града, град је удаљен 35 km.

### Рељеф
Опава се налази у историјској области Шлеској и припада њеном западном делу. Град се налази на заталасаном терену на приближно 250 м надморске висине. Западно од града издиже се велики планински масив Јасеники.

### Клима
Клима области Опаве је умерено континентална.

### Воде
Кроз Опаву протиче истоимена река Опава.

## Историја
Подручје Опаве било је насељено још у доба праисторије. Насеље под данашњим називом први пут се у писаним документима спомиње у 1195, а насеље је 1224. године добило градска права. У ово време град је био седиште истоиемног војводства.
Године 1919. Опава је постао део новоосноване Чехословачке. Ово је веома тешко прихватило месно немачко становништво, које је чинило убедљиву већину у граду (преко 90% по попису из 1910. г.), па је у граду веома брзо прихваћен нацистички покрет. 1938. године Опава, као насеље са немачком већином, је оцепљено од Чехословачке и припојено Трећем рајху у склопу Судетских области. После Другог светског рата месни Немци су се присилно иселили из града у матицу.
У време комунизма град је нагло индустријализован, па је дошло до наглог повећања становништва. После осамостаљења Чешке дошло је до опадања активности тешке индустрије. У Опави се налази Шлески универзитет, основан 1991, као и једно од средишта чешког кондиторског гиганта „Опавије“.

## Становништво
Опава данас има преко 60.000 становника и последњих година број становника у граду полако расте. Поред Чеха у граду живе у малом броју Пољаци, Словаци и Роми.

## Партнерски градови
- Катовице
- Раћибож
- Рот
- Живјец

## Галерија
- Црква св. Војтеха
- Градско позориште
- Призор из градског језгра
- Блухерова палата